# Кирино, Эльпидио
Эльпидио Ривера Кирино (исп. Elpidio Rivera Quirino, 16 ноября 1890, Виган — 28 февраля 1956, Кесон-Сити) — филиппинский государственный деятель, шестой президент Филиппин (1948—1953).

## Начало карьеры
В 1915 году окончил юридический факультет Филиппинского университета в Маниле и получил право на адвокатуру. В течение четырёх лет работал в адвокатском бюро, а затем — учителем в родном городе Вигане, потом непродолжительное время — в бюро по недвижимости и клерком в штабе полиции Манилы.
В конце 1910-х годов стал личным секретарём президента Сената Мануэля Кесона. Служил чиновником в Филиппинской комиссии — первом органе самоуправления страны, в 1919 году был избран в Палату представителей. В 1925 году стал членом сената, в 1933 году входил в делегацию во главе с президентом Кесоном и руководителем парламента Осменьей на переговорах с США о предоставлении Филиппинам независимости. Входил в состав комиссии по разработке Конституции.
До начала Второй мировой войны занимал посты в администрации Кесона: был министром финансов (1935—1936) и министром внутренних дел (1935—1938).

## Вторая мировая война
В 1941 году вновь избран сенатором. Во время оккупации Филиппин Японией стал лидером повстанческого движения против оккупационной власти, отказавшись занять пост губернатора. Был захвачен японскими войсками, его жена и трое детей были убиты. Находился в заключении.
После освобождения Филиппин армией США под командованием генерала Макартура в феврале 1945 года восстановил свой мандат сенатора. В 1945—1946 годы занимал пост временного президента Сената Филиппин. После раскола Националистической партии в 1945 году примкнул к Либеральной партии. На первых после обретения независимости президентских выборах выдвинут Либеральной партией на пост вице-президента; после победы лидера партии Мануэля Рохаса на выборах занял пост вице-президента страны.

## Президент
После смерти Рохаса в 1948 году как вице-президент назначен президентом, и на следующий день в рамках Конституции вступил в должность. Провозгласив курс на сближение с народом, регулярно в специальной радиопередаче рассказывал о шагах своей администрации.
На президентских выборах 1949 года был избран на этот пост, одержав победу над бывшим президентом в период японской оккупации Хосе Лаурелем, получив 51 % голосов избирателей. Выборы были омрачены убийствами и актами насилия по отношению к оппонентам Кирино, в связи с чем результаты оспаривались.
Во время президентства стремился к экономическому восстановлению Филиппин (увеличил налоги, сократил внешний долг) и увеличению финансовой помощи со стороны США. Были приняты ряд программ по поддержке фермеров, направленных на помощь в сбыте продукции и снижению кредитной нагрузки. К числу достижений администрации Кирино относят запуск нескольких промышленных проектов, расширение ирригации, развитие дорожной инфраструктуры, создание Центрального банка и местных кредитно-финансовых учреждений, а также улучшение филиппино-японских отношений. Был принят ряд мер в социальной сфере: установлены социальные пособия по безработице, по старости, выплаты по несчастному случаю и постоянной инвалидности, введено медицинское страхование и ряд других. Также были созданы комиссия по социальному обеспечению и комитет по поддержке наиболее нуждающихся граждан. В то же время нерешёнными оставались многие проблемы сельских районов и социального обеспечения. В адрес возглавляемой им администрации выдвигались обвинения во взяточничестве и кумовстве; их расследование привело к первой попытке объявить импичмент президенту Филиппин, однако в апреле 1949 году Конгресс признал его полностью невиновным.
С конца 1940-х годов леворадикальной организацией «Народная антияпонская армия» в стране велась партизанская война, которую удалось прекратить лишь в 1954 году. Правительство Кирино разработало специальную программу по переселению тех сторонников повстанцев, кто откажется от вооруженной борьбы и захочет начать вести мирную жизнь. Также была проведена военная реформа, которая повысила боеспособность вооружённых сил страны.
На посту главы государства Кирино проводил активную внешнюю политику. В 1950 году, в начале Корейской войны, санкционировал развёртывание более 7450 филиппинских солдат в формате Филиппинского экспедиционного корпуса, который включился в боевые действия. При этом Филиппины стали первой страной, присоединившейся к США в предоставлении военной помощи осаждённой Южной Корее.
Однако общее экономическое положение страны было тяжёлым: росла безработица, повышались цены на товары и услуги, сальдо внешней торговли также было неблагоприятным. На парламентских выборах 1951 года Либеральная партия не смогла провести ни одного кандидата в Сенат. В 1953 году, несмотря на ухудшавшееся состояние здоровья, вновь баллотировался на пост президента, но проиграл на выборах Рамону Магсайсаю, набрав лишь 31 % голосов.

## Признание и память
Считается «отцом внешней политики Филиппин».
В честь Кирино названы улица и парк в Маниле, в 2016 году установлен мемориальный камень в токийском парке Хибия.
Похоронен на Кладбище Героев в Тагиге.